# サビニの女たち
『サビニの女たち』（仏:  Les Sabines、『サビニの女たちの仲裁』とも）は、フランス、新古典主義の画家ジャック＝ルイ・ダヴィッドが1799年に描いた油彩絵画で、古代ローマ創世時のサビニの女たちの略奪という伝説的エピソードを題材としている。
ダヴィッドがこの作品の構想を練り始めたのは、1795年彼がリュクサンブール宮殿に収監されている時だった。
フランスは、恐怖政治とテルミドールのクーデターに至る内戦を経た末に、他のヨーロッパ諸国と交戦中で、この時期ダヴィッドは、ロベスピエールを支持したため収監されていた。
ダヴィッドは、サビニの女たちを主題にするか、ホメーロスがギリシア人に詩句を暗唱している場面にするかで迷っていた。
最終的に彼は、サビニの女たちがローマ人とサビニ人の間に割って入る場面を選び、ニコラ・プッサンの『サビニの女たちの略奪』の「その後」を描写することにした。
1796年、別居中の妻が刑務所に彼を訪ねた後、ダヴィッドは絵の作成に取りかかった。
彼は妻に敬意を表するため、愛は対立に勝るという主題を物語るという着想を得た。
フランス革命で血が流された後に、人々が和解するという願いを読み取ることもできる。
彼はその実現に4年を要した。
この作品は、サビニ王ティトゥス・タティウスの娘でロームルスの妻にされたヘルシリアが、乳飲み子を連れて夫と父の間に割り入る場面を描いている。
強健なロームルスは、後退しかけたタティウスを槍で突こうとするが、躊躇している。
背景に露出しているのはタルペーイアの岩で、反逆罪にはこの岩から投げ落とすのが処罰だったことから、内戦に関連している。
伝説によれば、タティウスがローマを攻撃した時、カピトリヌスの丘の砦の長官スプリウウス・タルペーイアの娘でウェスタの処女のタルペーイアが裏切ったため、あと少しでローマは占領されるところだったという。
タルペーイアは「サビニ人が腕に着けているもの」の見返りに都市の扉をサビニ人に開いた。彼女は金の腕輪を得るつもりだった。
代わりにサビニ人は、自分たちの腕に着けた盾で彼女を圧殺し、岩から投げ落とした。
これにより岩は、タルペーイアの名で呼ばれるようになった。
1799年、ダヴィッドは『サビニの女たち』をルーヴル宮殿で展示した。
1805年までに大勢の訪問客が、代価を払ってこの絵を鑑賞した。
ダヴィッドを含めた画家たちがルーヴル宮から追放された後、作品はクリュニーの古い教会に納められていた。
ダヴィッドはこの教会をアトリエとして使っていた。
1819年、彼は『サビニの女たち』と『テルモピュライのレオニダス』を王立博物館に10,000フランで売却した。
1977年初頭、フランスはダヴィッドの描いたヘルシリアの顔を描いた普通切手のシリーズを発行した。